# Atopsyche davidsoni
Atopsyche davidsoni là một loài Trichoptera trong họ Hydrobiosidae. Chúng phân bố ở vùng Tân nhiệt đới.